# Negroamaro
Negroamaro (også kendt som negramaro eller negro amaro) er en italiensk druesort med udbredelse i det sydlige Italien omkring områderne Puglia og Salento. Druen er beslægtet med den toscanske druesort, Sangiovese.
Druen besidder karakteristisk kraft og fylde, lavt syreindhold, rig på tanniner, og rent visuelt en mørk farve.
| Mad og drikke | Spire Denne artikel om mad og drikke er en spire som bør udbygges. Du er velkommen til at hjælpe Wikipedia ved at udvide den. |